# 葉百修
葉百修（1947年6月19日—），司法院大法官，台灣法律學者。現任輔仁大學法律學系兼任教授及學士後法律學系兼任副教授、世新大學法律學系兼任教授，講授《行政救濟法》、《損失補償法》、《國家賠償法》等。

## 求學時期
就讀臺灣大學法律學研究所時，曾師承司法院院長翁岳生。
民國60年（1971年）司法人員乙種特等考試推事檢察官考試及格、考試院律師考試及格。後於翌年（1972年）司法官訓練所第11期結業。
攻讀博士學位期間，曾獲西德Hanns-Seidel-Stiftung獎學金。後於1986年1月由司法院選派赴德國慕尼黑大學公法研究所進修，從學於名講座教授Prof.Dr.Peter Badura（時為公法研究所所長）。

## 法庭生涯
任司法院行政訴訟及懲戒廳廳長期間，推動修正通過《行政訴訟法》、《行政法院組織法》，確立行政訴訟改為「二級二審制」。
任職首任臺北高等行政法院院長期間，為增進報到之書記官、錄事、庭務員、執達員對於行政訴訟法之了解，特安排行政訴訟法總則及高等行政法院第一審訴訟程序課程，辦理在職訓練、充實專業知能，以貫徹在審判方面確實督促行政權之合法行使，在行政方面落實「司法為民」之理念。
2006年任期屆滿，榮調最高行政法院法官，由司法院秘書長范光群監交並代表司法院院長翁岳生致贈感謝狀嘉許其致力司法工作不遺餘力任內諸多貢獻。

## 就任大法官
2008年9月19日獲總統馬英九提名為大法官，立法院10月3日行使同意權，並於同年11月1日就職。
2014年4月30日獲頒服務40年績優獎章，由司法院院長賴浩敏於大法官全體審查會議中，表揚其於司法機關連續服務逾40年之長期的付出及貢獻，及對行政訴訟之理論與實務的貢獻。
2016年10月28日舉辦大法官卸任歡送會，由賴浩敏院長親自頒贈一等司法獎章及服務獎章，表彰大法官8年來在釋憲工作上的辛勞與無私奉獻。
任內（2008年～2016年）共計作成解釋90件（釋字第651號至740號），議決不受理案件3600餘件，提出意見書49件；所作成之解釋，充分發揮釋憲功能，導正國家法治建設，影響基本人權之保障及民主憲政體制之維護至鉅。

## 主要著作
- 公務員不法行為所生之國家賠償責任，臺大法研所碩士論文【指導教授為翁岳生】
- 從財產權保障觀點論公用徵收制度，臺大法研所博士論文，【指導教授為翁岳生】

```
於1989年獲國家政策資料研究中心獎狀。口試委員為: 
吳庚
、
城仲模
、
黃茂榮
、
廖義男
、
法治斌
、
張劍寒
。
```

- 行政撤銷訴訟之研究，於1990年獲司法院核頒優等獎狀
- 德日行政確認訴訟之研究，於1991獲司法院核頒優等獎狀
- 行政法院公用徵收裁判之研究，於1994年獲司法院核頒優等獎狀
- 西德行政法院法，葉百修譯
- 司法院79年度德日奧行政訴訟制度報告 葉百修、 曾華松著

- 國家賠償法 【翁岳生主編，行政法(下)第20章】
- 損失補償法 【新學林 ，2011年初版】
- 國家賠償法之理論與實務【元照 ，2014年四版】
- 土地徵收法【三民 ，2016年初版】

- 行政上損失補償之意義【當代公法新論(下】，翁岳生教授七秩誕辰祝壽論文集)
- 從財產權保障觀點論公用徵收之意義,【訴訟理論新思潮與實務-陳計男教授七秩華誕祝賀論文集】
- 簡介類似徵收侵害與有徵收效力侵害之概念－廣義的公用徵收概念【上、中、下】(司法周刊413、414、415期)
- 西德基本法上之公用徵收概念【一→五】(司法周刊379~382期、384期)
- 德國公法學上公用徵收法理論之確立【憲政時代／第 10 卷 第 4 期】(芝池義一著，葉百修譯)

## 外部連結
- （繁體中文） 葉大法官  百修
- （繁體中文） 葉教授 百修（輔仁大學法律學系） （页面存档备份，存于）
- （繁體中文） 葉教授 百修（世新大學法律學系） （页面存档备份，存于）
- （繁體中文） 葉副教授 百修（輔仁大學學士後法律學系） （页面存档备份，存于）